# Rotilde (hija de Carlos el Calvo)

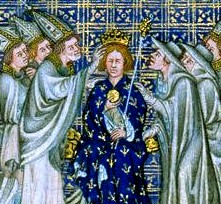
Carlos II el Calvo

Rotilde (en francés, Rothilde o Rothildis; h. 871-22 de marzo de 925) fue hija de Carlos el Calvo y de su segunda esposa Riquilda. 
Los genealogistas le han atribuido un posible primer esposo, Hugo (m. en 892), conde de Bourges, que es de hecho el tío de su esposo Roger. Rotilde se casó hacia el año 895 el conde Roger de Maine (m. 900) y tuvieron a:
- Hugo I (m. 939/955), conde de Maine.
- una hija, casada h. 914 con Hugo el Grande, duque de Francia.
- quizás otra hija, llamada Rotilde, que fue abadesa de Bouxières-aux-Dames de 937 a 965.

Viuda, tomó el velo y se convirtió en abadesa de Chelles. En 922, el rey Carlos el Simple le retiró el beneficio para dárselo a su favorito Haganon. Jamás un rey había privado a uno de sus fieles de sus honores, salvo en el caso de traición; este ultraje enojó al séquito de Rotilde, especialmente a su hijo y su yerno, empujándolos a la revuelta que acabó finalmente por deponer a Carlos el Simple y colocar a Roberto I, el padre de Hugo el Grande, en el trono.